# Jordanoleiopus fuscosparsutus
Jordanoleiopus fuscosparsutus es una especie de escarabajo longicornio del género Jordanoleiopus, tribu Acanthocinini, familia Cerambycidae. Fue descrita científicamente por Breuning en 1970.

## Distribución
Se distribuye por República Centroafricana.

## Descripción
La especie mide 8 milímetros de longitud.